# Louise Jefferson
(George Jefferson)
Louise Jefferson (nata Mills) è un personaggio immaginario interpretato da Isabel Sanford, protagonista de "I Jefferson" (la cui programmazione durò ben 10 anni: dal 1975 al 1985) dove appare in 252 episodi.

## Caratteristiche del personaggio
È la moglie del ricco marito George Jefferson, fedele, di sani principi, determinata e sicura, anche se, a volte, si lascia vincere dai dubbi. Spesso rimane in casa con la domestica Florence, ma è anche molto attiva, insieme all'amica e vicina Helen Willis, nel volontariato sociale per il centro-consultorio del quartiere. Di carattere espressivo e simpatico, Louise non si fa problemi per la sua estetica, compensando il suo fisico in sovrappeso con un sobrio trucco, abiti graziosi e modo di fare semplice e garbato.
È cresciuta ad Harlem con la madre. Ha solo un vago ricordo del padre, credendo che sia morto quando lei aveva solo due anni, anche se in realtà l'uomo si è allontanato dalla famiglia, come la figlia primogenita, Maxine, che così ha scelto dopo aver scoperto di essere incinta. Maxine si è trasferita a Parigi dove ha intrapreso la carriera di cantante e incontra Louise solo dopo trent'anni, riappacificandosi con lei e presentandole il nipote.
Louise festeggia il compleanno il 29 agosto e Maxine il 12 luglio.
Louise può essere chiamata con il soprannome "Weezy", ma solo da suo marito George. Fu lo stesso attore Sherman Hemsley che ebbe realmente quest'idea, da subito condivisa con entusiasmo con il produttore della serie Norman Lear. Hemsley quando da ragazzino viveva a Filadelfia, aveva realmente una cotta per una ragazza di nome Louise, e per la quale aveva inventato lo scherzoso nome di "Weezy", al fine di attirare le sue attenzioni.

### Altre apparizioni
L'interpretazione del personaggio di Louise fece vincere alla Sanford un Emmy Award nel 1981 e cinque nomination ai Golden Globe (come miglior attrice in una serie commedia o musical).
Prima de I Jefferson apparve, insieme a George, nella serie televisiva "Arcibaldo".
I principali camei di questo personaggio dopo la chiusura dei Jefferson sono in:
- E/R, dove George fa visita alla nipote, Julie Williams (interpretata da Lynne Moody), un'infermiera di Chicago.
- "Willy, il principe di Bel-Air", dove George appare due volte con Louise discutendo se acquistare o meno la casa di Will Smith.
- "I Simpson", dove alla fine di una puntata Louise si rivolge direttamente a George pregandolo di ritornare da lei, dal momento che lo cerca ormai da molto tempo.

## Parenti, amici e conoscenti
- George Jefferson (Sherman Hemsley), il capofamiglia, commerciante di colore arricchitosi attraverso una proficua attività di proprietario di lavanderie, che vanta svariati negozi aperti a New York (il numero dei negozi andrà progressivamente a crescere nel corso delle serie, con nuove aperture, fino ad arrivare a sette). Ha un carattere spesso burbero e acido, in particolare con i suoi vicini di casa e la sua domestica Florence. Nonostante possa sembrare duro e dal cuore di pietra, rivela spesso un animo buono e generoso, sebbene tenti sempre di nasconderlo, più volte arriva a tentare una qualche truffa o una manovra finanziaria scorretta, ma alla fine riesce quasi sempre (non senza l'aiuto di Louise o i suoi amici come contraltare) a redimersi e fare la cosa giusta. Più avanti nella serie comincerà a tollerare sempre più la presenza dei Willis fino a dichiararsi, nell'undicesima e ultima serie, il miglior amico di Tom.
- Lionel Jefferson, il figlio di George e Louise, studente di ingegneria. Si sposerà con la figlia dei Willis, Jenny, da cui avrà una figlia, Jessica, e infine divorzieranno.
- Olivia "Mamma" Jefferson, è la madre iperprotettiva di George (suo marito e padre di suo figlio muore quando quest'ultimo aveva appena dieci anni). Si dimostra sempre ipercritica verso la nuora. Nella quarta stagione della serie recita solo fino al nono episodio, di cui l'ultimo è The Last Leaf, nelle stagioni successive veniamo a sapere che è morta.

### Arcibaldo

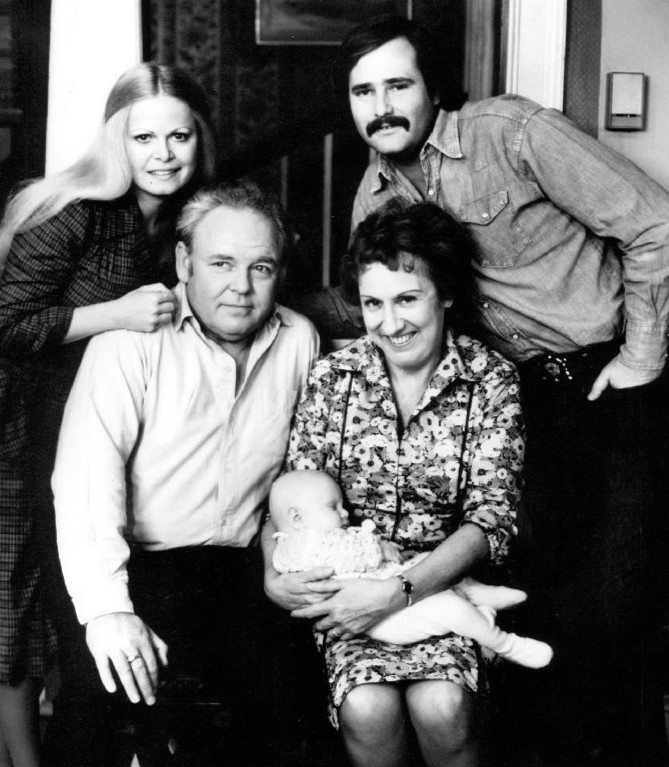
Gloria, MIchael,Arcibaldo e Edith: i protagonisti di Arcibaldo

Di seguito sono elencati gli amici e conoscenti di Louise in Arcibaldo :
- Arcibaldo "Archie"  Bunker, cinquantenne tassista, è un gran lavoratore attaccato alla famiglia ma altrettanto razzista e bigotto verso tutto ciò che è diverso da lui.
- Edith Bunker, moglie affettuosa, pratica ma anche svitata, si prende amorevolmente cura del marito e la sua migliore amica è Louise Jefferson
- Gloria Bunker Stivic è la figlia dei Bunker
- Michael Stivic è il marito di Gloria e quindi genero dei Bunker; polacco, progressista, senza lavoro definito "Testone" (meathead) da Archie
- Frank e Irene Lorenzo, coppia che abita vicino ai Bunker; lei, irlandese meccanica, lui, casalingo italiano, sono costanti bersagli delle prese in giro di Archie

### I Jefferson
Di seguito sono elencati i principali amici e conoscenti di Louise ne I Jefferson:

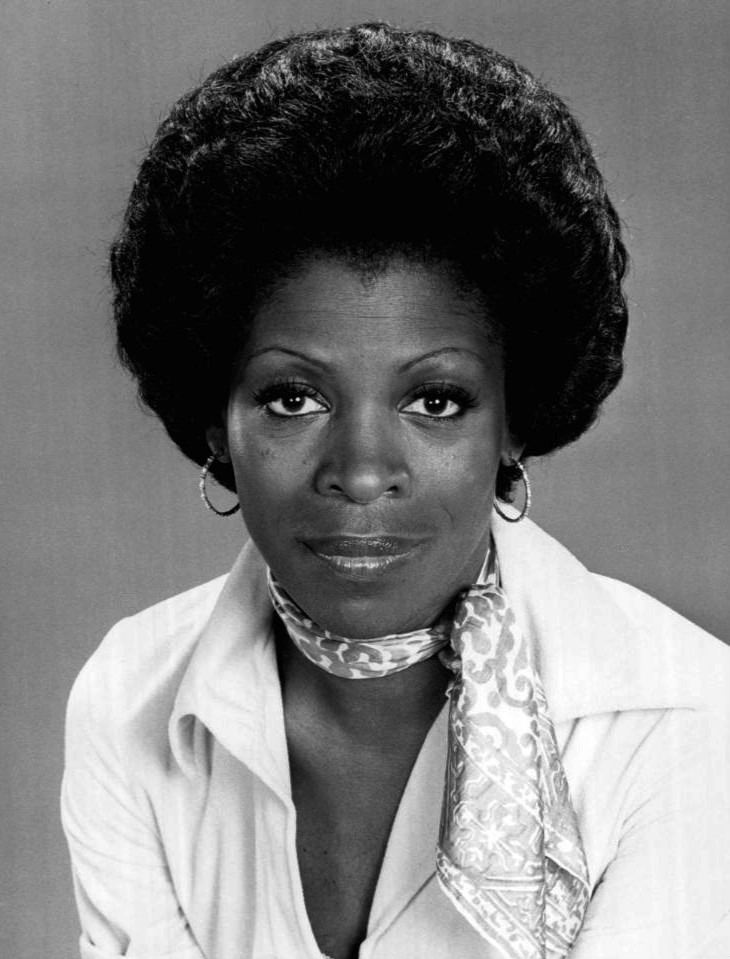
Helen Willis, la miglior amica di Louise

- Florence Johnston, la domestica, anche lei di colore, che in un certo senso rappresenta l'alter-ego del padrone di casa, sempre pronta a discutere con lui per questioni di lavoro e di soldi. Si dimostra il più delle volte piuttosto pigra e indolente al lavoro (fatto che le viene continuamente rinfacciato da George); tuttavia, quando vuole, è in grado di compiere in maniera adeguata il suo ruolo di domestica. Ha spesso periodi di depressione a causa della sua povertà, il suo perenne stato di nubile e al fatto che non riesca a tenersi un uomo per lungo tempo. Ha meditato più volte il suicidio salvo poi essere dissuasa da George, Louise e i Willis. Lascerà temporaneamente la serie per lo spin-off Checking In venendo infine ri-assunta dai Jefferson dopo aver perso il lavoro nell'albergo in cui lavorava, distrutto da un incendio.

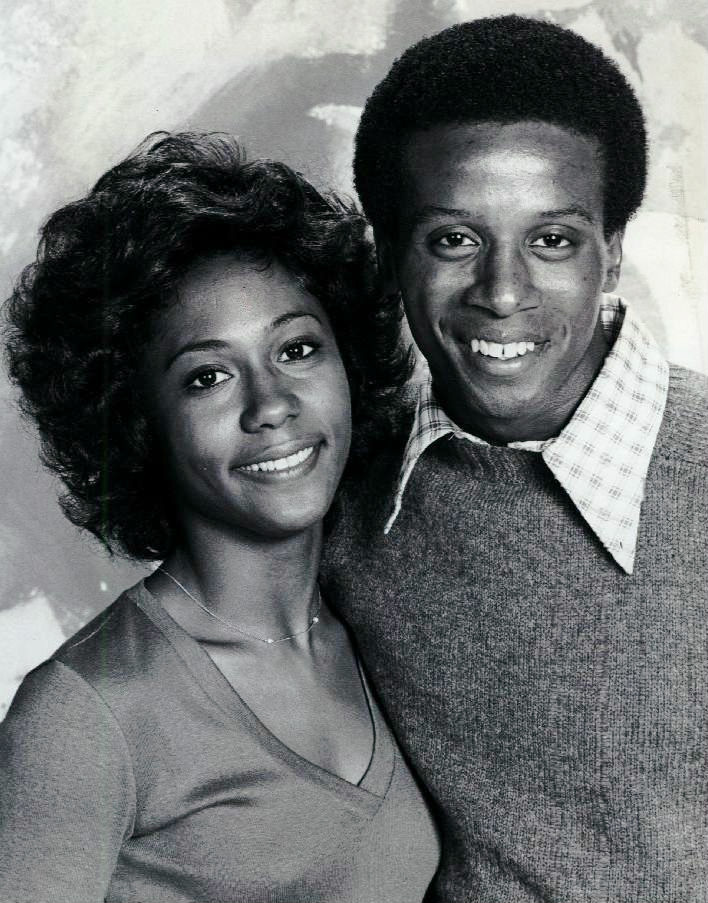
Jenny e Lionel (Damon Evans)

- Harry Bentley, il vicino di casa dei Jefferson, inglese e laureato alla Oxford University, impiegato alle Nazioni Unite. È socievole e un po' bizzarro e una sua particolarità è quella di raccontare spesso aneddoti riguardanti lui o i suoi particolari parenti.
- Thomas "Tom" Willis e Helen Woodroow Willis, i vicini di casa di George e Louise. Sono una coppia mista (lui bianco e lei nera) e per questo vengono spesso presi in giro dal protagonista (di solito li chiama "zebre", soprattutto durante le prime stagioni).
- Jenny Willis (ex-Jefferson), figlia dei Willis, prima fidanzata poi moglie di Lionel. La coppia avrà una figlia, Jessica, e infine divorzierà.
- Ralph Hart, bianco, è l'ingegnoso portiere dello stabile, sempre pronto a offrire i suoi servigi in cambio di laute mance. È molto venale e farebbe qualsiasi cosa per denaro. Nonostante sia un semplice portiere e dichiari spesso di essere povero in canna, Ralph sembra avere più soldi di quanto vuole far credere ed ha parecchi agganci con l'alta società. Di Ralph si sa che è sposato da molti anni (come spiega nella decima stagione) e che ha due figli. In una puntata ambientata nel futuro, viene mostrato come Raplh si sia arricchito a tal punto (grazie anche alle mance raccolte negli anni) da riuscire a comprare l'intero palazzo.